# Mongua
Mongua – miasto w Kolumbii, w departamencie Boyacá.